# اكادير نآيت بولمان (تمشي)
اكادير نآيت بولمان هو دُوَّار يقع بجماعة ستي فاطمة، إقليم الحوز، جهة مراكش آسفي في المملكة المغربية. ينتمي الدوّار لمشيخة تمشي التي تضم 20 دواوير. يقدر عدد سكانه بـ 306 نسمة حسب الإحصاء الرسمي للسكان والسكنى لسنة 2004.

## روابط خارجية
- البوابة الوطنية للجماعات الترابية
- المندوبية السامية للتخطيط